# Itanos

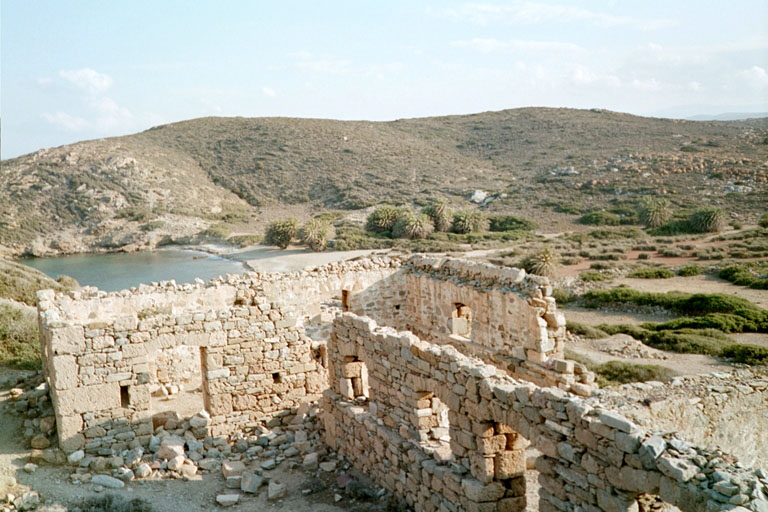
Überreste der antiken Stadt Itanos

Itanos (griechisch Ίτανος (f. sg.)) war eine antike Stadt an der Nordostspitze der griechischen Insel Kreta.
Die Ursprünge der Besiedelung lassen sich bis in die prähistorische Zeit zurückverfolgen. Die Blütezeit von Itanos als einer reichen Hafenstadt lag jedoch in der klassischen und der hellenistischen Epoche der Antike. Im 3. und 2. Jahrhundert v. Chr. war Itanos mit Ägypten verbündet, und auch aus dem Jahr 70 v. Chr. wurde ein entsprechender Vertrag mit Ägypten gefunden. Dazwischen, ab 140 v. Chr., war Itanos mit Hierapytna (Ierapetra) verbündet und zusammen mit dieser Stadt Herrscher über ganz Ostkreta.
795 wurde Itanos durch ein Erdbeben zerstört und danach wieder aufgebaut. Im 15. Jahrhundert verödete die Stadt, nachdem die Einwohner durch Seeräuber vertrieben wurden.
Im Rahmen von archäologischen Ausgrabungen wurden unter anderem die Überreste einer byzantinischen Basilika freigelegt. In der Nähe der historischen Stätte befindet sich neben zwei kleineren Stränden auch der Badestrand Erimoupolis Beach. Er wird vor allem von Einheimischen am Wochenende frequentiert.
Im Gegensatz zum einige Kilometer südlich gelegenen Palmenstrand von Vai ist Itanos nicht touristisch erschlossen.
Die nächstgelegenen Ortschaften sind Palékastro und Sitia.